# 모 (성씨)
모(牟, 毛)는 중국 및 한국의 성씨이다.

## 소 울음소리 모 (牟)

### 중국
모(牟, 병음 : Mou, Mu, Mao)씨는 중국(中國) 동남부 절강성에서 계출되었다고 전하며, 지명을 성으로 하였다고 한다.

### 한국
한국 모(牟)씨의 본관은 전라남도 함평군을 본관으로 하는 함평 모씨(咸平 牟氏) 단본이다. 진주 모씨(晉州 牟氏)는 함평 모씨의 분파이다.
삼국 시대의 모(牟)씨로 추정되는 인물은 고구려에서 활동한 귀족인 모두루(牟頭婁)가 있으며 북부여(北夫餘)에서 내려왔다고 한다. 그는 광개토왕(廣開土王)대에 북부여의 수사(守事)를 맡았고 관등은 대사자(大使者)였다. 모두루의 묘지는 1935년 10월 중국 지린성(吉林省) 지안현(集安縣)의 동북쪽 하양어두(下羊魚頭)에서 발견되었다.
함평 모씨(咸平 牟氏)의 시조 모경(牟慶)은 하남성 홍농(弘農) 출신으로 송나라 흠종(欽宗) 때 대사마대장군(大司馬大將軍)이 되어 고려에 사신으로 왔다가 이자겸(李資謙)의 인종 독살을 저지하고 공을 세워 일등공신(一等功臣)에 서훈되었다. 그 후 귀국하여 홍농후(弘農侯)에 봉해졌으나 금나라가 송경(宋京)을 침입하고 휘종과 흠종 두 황제를 납치해 가자 고려에 도움을 청하러 나왔다가 송나라가 패망하자 고려에 귀화하였다. 고려에서는 그를 후대하여 평장사(平章事)의 벼슬을 내리고 모평군(牟平君)에 봉하였다.
모경의 6대손 모호(皓)는 고려 말 원나라 군대를 토평하고 평장사(平章事)를 지냈다. 모(牟)씨는 조선시대 문과 급제자 5명을 배출하였다. 모순(恂)은 효자로 이름나 정문(旌門)이 세워졌고, 1669년(현종(顯宗) 10년), 1675년(조선 숙종 1년) 모세무(世茂)·모세번(世蕃) 형제는 식년시(式年試)에 급제하고 현감을 지냈다. 1750년(조선 영조 26년) 식년시에 급제한 모경관(景觀)은 좌랑 ·판관을 역임하였고, 그의 아들 모달겸(達謙)은 사헌부장령(司憲府掌令)으로 있으면서 바른말을 잘하고 권신간배들을 가차없이 탄핵하여 ‘모장령의 직언(直言)’이라는 말을 들었다. 명필가 모수명(受明)의 서체는 ‘모체(牟體)’라고 불렸다.
2000년 통계청 인구 조사에서 5,838가구, 18,955명으로 집계되었다.

## 털 모 (毛)

### 중국
모(毛, 병음 Mao)씨는 중국 산서성 서하(西河)에서 계출된 성씨이며, 주나라 성씨로 전한다. 모거경(毛居敬)의 홍건적의 난의 군웅이고, 마오쩌둥(毛澤東)은 중국 공산당의 정치가였다.

### 한국
모(毛)씨의 본관(本貫)은 광주(廣州)를 비롯하여 서산(瑞山), 김해(金海), 공산(公山; 현재의 공주시) 등이 전한다. 모(毛)씨 연원은 문헌이 없어 시조 및 성씨의 유래를 알 수 없다. 다만 광주 모씨(廣州 毛氏)가 평안북도 정주군 일원에 집성촌을 이루고 대대로 살아왔다고 전해진다.
조선시대 무과 급제자로 1637년(조선 인조 15년) 무과에 합격한 수원 모씨 모귀이(毛貴伊, 1602년생)가 있다.
《삼국사기》, 《삼국유사》 등에는 백제의 장군 모척(毛尺), 고구려 보장왕의 시의(侍醫) 모치(毛治), 궁예(弓裔)의 휘하에서 활약한 모흔(毛昕) 등이 기록되어 있다.

## 같이 보기
- 분류:모씨